# В одну мить
В одну мить (англ. In the Blink of an Eye) — американський трилер 2009 року.

## Сюжет
Детектив Девід Рамсі вирушає у довгоочікувану відпустку, але відпочинок виявляється зовсім не таким прекрасним, яким його уявляв собі Девід. З яхти невідомо куди зникають дружина і друзі. Коли починають вимальовуватися подробиці цієї пригоди, Девід розуміє, що насправді все ще гірше, ніж здавалося йому спочатку. У цих подіях детектив знаходить виконання давніх біблійних пророцтв, які не обіцяють нічого доброго. Часу залишається все менше і Девіду належить розплутати цю справу, щоб знайти всю приховану правду.

## У ролях
| Актор             | Роль             |
| ----------------- | ---------------- |
| Девід Е.Р. Вайт   | Девід            |
| Ерік Робертс      | капітан Джонс    |
| Логан Вайт        | Лорі             |
| Лонні Колон       | Ларрі            |
| Аніс Фуллер       | Сюзетт           |
| Пітер Кретчмар    | Кевін            |
| Шон Седжвік       | Ітан             |
| Касс Коннорс      | Гері             |
| Джессіка Магнусон | Ліндсі О'Коннор  |
| Монте Рекс Перлин | Макс             |
| Расселл Вульф     | детектив Френкс  |
| Кері Скотт        | детектив Вопет   |
| Філліп Абрахам    | EMT              |
| Байрон Джонс      | детектив Робертс |